# Santuari de Nostra Senyora de Gràcia

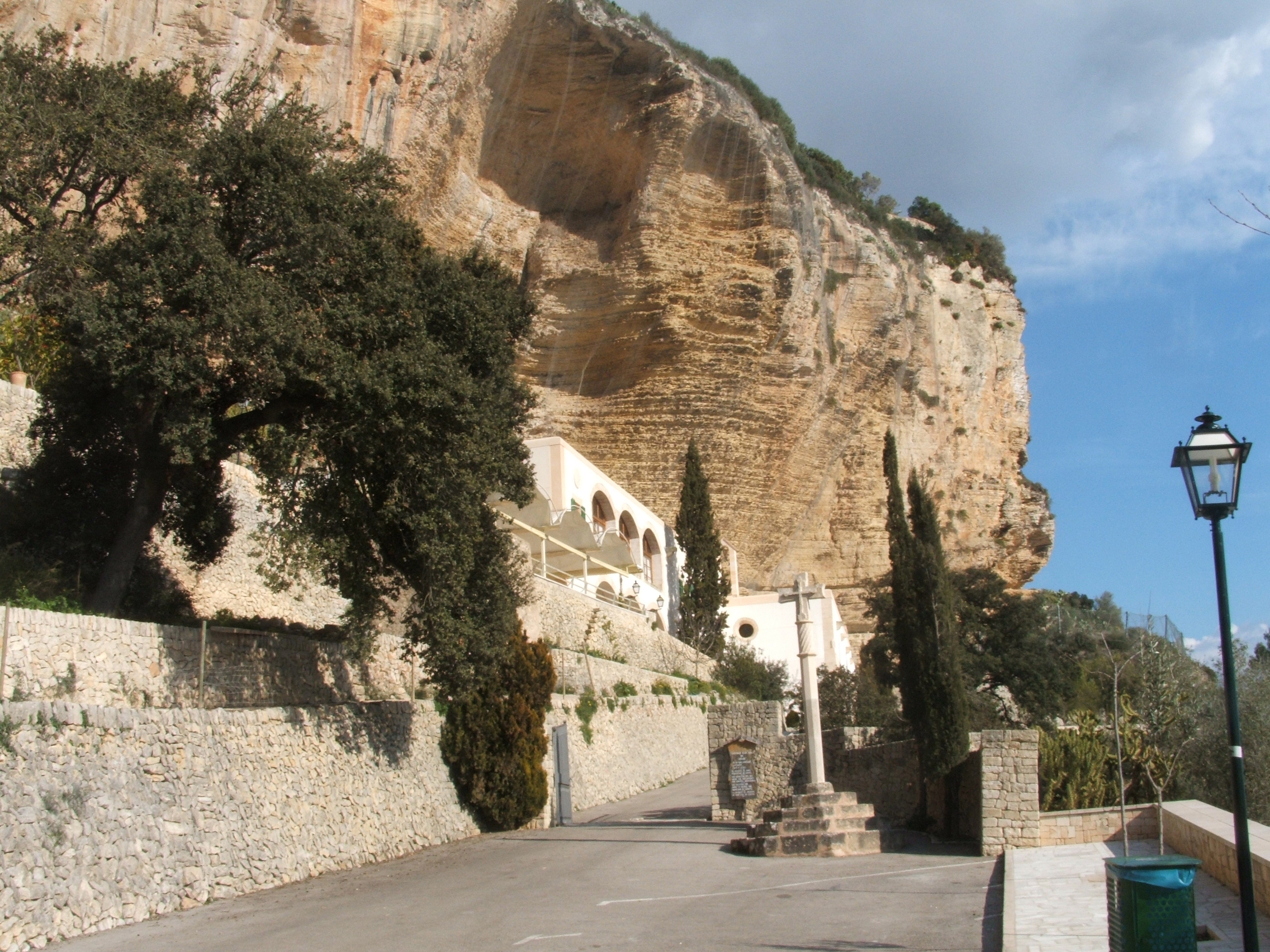

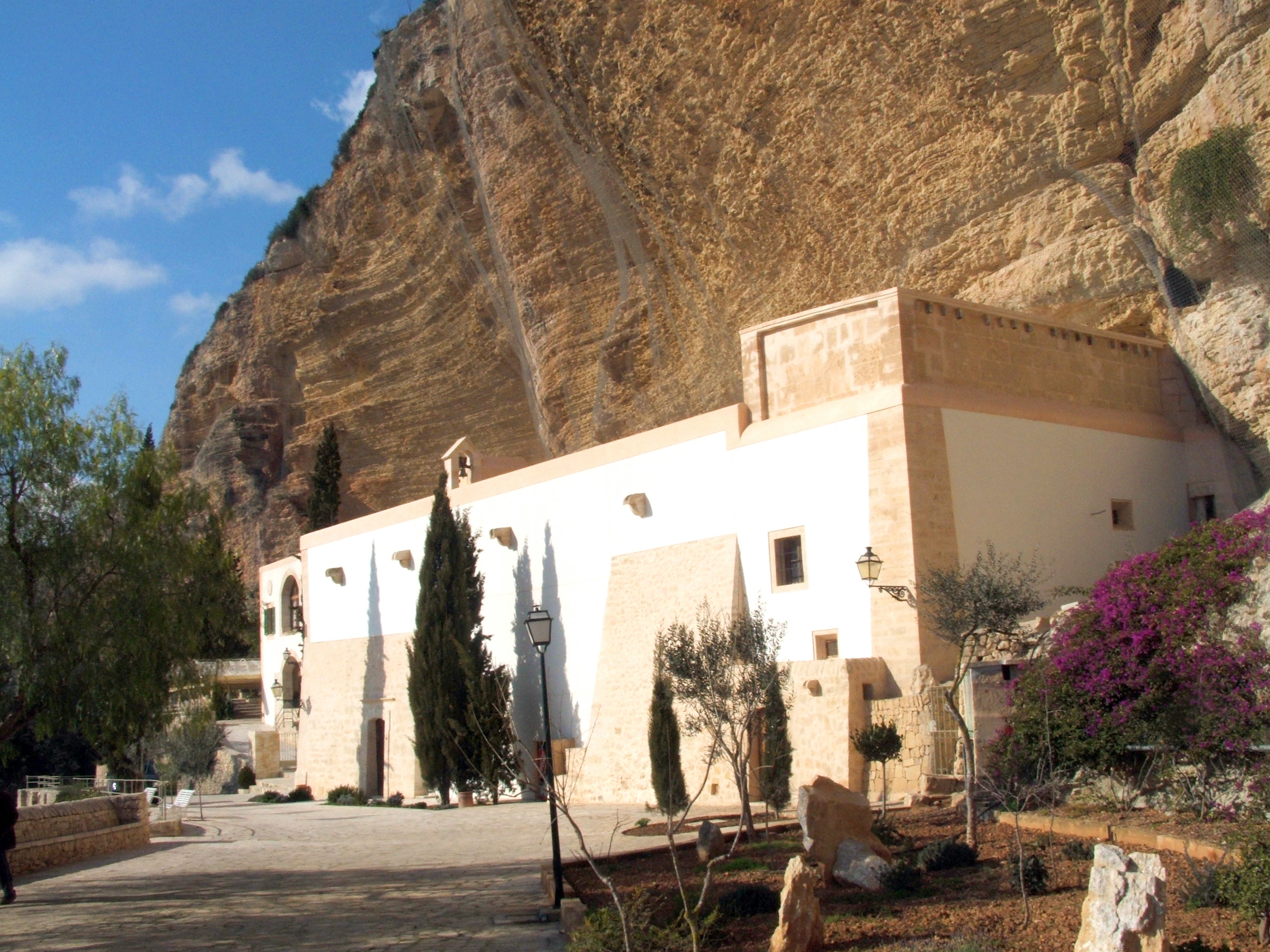
Wie ein Schwalbennest klebt das Kloster in der überhängenden Steilwand.

Das Santuari de Nostra Senyora de Gràcia (kurz: Santuari de Gràcia) ist das unterste der drei Klöster, die auf dem Puig de Randa liegen. Es wird erreicht durch eine Toreinfahrt, die etwa 1,3 km nach Verlassen des Dorfes Randa, auf der rechten Seite auftaucht. Dieses ist zwar das kleinste, aber wahrscheinlich auch das schönste von allen Randa-Klöstern. Das Santuari hat seine Wurzeln in einer Wallfahrtskapelle, die im 15. Jahrhundert unter Einbeziehung einer Höhle  unterhalb einer Steilwand von Franziskanern errichtet wurde. Ab Mitte des 16. Jahrhunderts lebten hier zwei Franziskaner ständig und schufen die erste Einsiedelei.
Heute ist von der ursprünglichen Wallfahrtskapelle nur noch die Apsis erhalten, die sich in der Ersten Kapelle auf der linken Seite befindet. Die neue, bis heute erhaltene Kirche, wurde zwischen 1622 und 1691 errichtet. Das wichtigste Stück in dieser kleinen Kirche ist eine Marienfigur von Gabriel Mòger, einem berühmten mallorquinischen Maler und Bildhauer des 15. Jahrhunderts.
Die letzten größeren Umbauten an dem Komplex fanden Anfang des 20. Jahrhunderts unter Mitwirkung des berühmten katalanischen Architekten und Baumeisters Antoni Gaudí statt. Im Jahre 2005 war dieses Kloster wegen Sicherungsarbeiten nach einem Bergrutsch monatelang für Besucher gesperrt. Es wurde bei der Gelegenheit auch total renoviert und strahlt heute in neuem Glanz.
Unmittelbar am Eingang zum Gelände des Heiligtums steht das denkmalgeschützte Kreuz Creu des Santuari de Gràcia.